# Friedrich Burgdörfer
Friedrich Wilhelm Burgdörfer (* 24. April 1890 in Neuhemsbach; † 18. November 1967 in Schramberg) war ein deutscher Bevölkerungswissenschaftler.

## Leben
Burgdörfers Vater war der Brauer Heinrich Burgdörfer aus Neuhemsbach, verheiratet mit Elisabeth Lang. Im Jahre 1906 besuchte er die Realschule in Kaiserslautern. Es folgte eine praktische Betätigung im Bayerischen Statistischem Landesamt. Das Realgymnasium in München besuchte er als Privatstudent im Jahre 1912. Im gleichen Jahr begann er ein Studium der Staatswissenschaften an der Universität in München.
Nachdem Burgdörfer sich als Kriegsfreiwilliger am Ersten Weltkrieg beteiligte, wurde er 1914 schwer verwundet. Zum Dr. oec. publ. promovierte er im Jahre 1916. Danach nahm er eine Beschäftigung als wissenschaftlicher Hilfsarbeiter im Bayerischen Statistischem Landesamt auf, wo er Schüler von Friedrich Zahn (1869–1946) in der Ausführung statistischer Vorhaben wurde. Als Mitglied der Kommission zur Beratung von Fragen der Erhaltung und Vermehrung der Volkskraft beteiligte er sich 1918 an der Aufstellung von Leitsätzen von Ehekonsens und Eheverbot durch ärztliche Gebote. Eine Hauptforderung bestand darin, dass rassenuntaugliche Elemente vermindert werden sollten, da diese sich negativ auf das Volksvermögen und auf einen Teil der Volkskraft auswirken würden.
Burgdörfer war ab dem 16. Mai 1917 mit Camilla Conradt, der Tochter des Kaufmanns Paul Conradt und seiner Frau Anna Seidel aus Wien, verheiratet. Aus der Ehe gingen 2 Söhne und 2 Töchter hervor. In Berlin-Steglitz wohnte er in der Sedanstr. 2.

## Staatsdienst

### Anfänge in München und Volkszählung
Im Jahre 1919 nahm Burgdörfer eine Position als Stellenvorstand im Lebensmittelamt in München ein, wo er 1920 zum Stadtamtmann befördert wurde. Ein Jahr später hatte er eine Beschäftigung im Städtischen Mehlamt von München. Er ging anschließend nach Berlin und wurde am 1. Mai 1921 als Regierungsrat im Statistischen Reichsamt eingestellt. Vier Jahre später erfolgte die Beförderung zum Oberregierungsrat und 1929 die Ernennung zum Direktor und Leiter der Abteilung für Bevölkerungs-, Betriebs-, Landwirtschafts- und Kulturstatistik.
Im Jahre 1925 war er erstmals an der Organisation einer Volkszählung beteiligt, wodurch er einiges Ansehen erlangte. An den späteren Volkszählungen von 1933 und 1939 war er ebenfalls beteiligt. Bei der Volkszählung von 1925 wurden erstmals die körperlich und geistig Gebrechlichen in einer Sonderzählung erfasst, und das Ergebnis der Auswertung dieser Zählung wurde 1926 veröffentlicht. Burgdörfer wies in der Auswertung der Volkszählung von 1925 auf die Abnormitäten und Verwerfungen im demografischen Aufbau der Bevölkerung hin, die nicht mehr eine sichere Prognose der Fortpflanzungstätigkeit zulasse. Nur eine Kohortenanalyse sei das Mittel, um bessere statistische Aussagen zu treffen. Dabei wurde bei den Zählungen eingeführt, dass man die jährlichen Gebärleistungen in den einzelnen Ehejahrgängen regelmäßig aufsummiert und fortschreibt.

### Eugenik und Dienst im NS-Regime
Am 2. Juli 1932 nahm er an der Sitzung des Preußischen Landesgesundheitsrates zum Thema „Die Eugenik im Dienste der Volkswohlfahrt“ teil, die das Gesetzgebungsverfahren für das am 14. Juli 1933 in Kraft gesetzte Gesetz zur Verhütung erbkranken Nachwuchses einleitete.
Burgdörfer lobte die neue NS-Reichsregierung, weil sie als Regierung der nationalen Erhebung durch das Ermächtigungsgesetz das Gesetzgebungsverfahren vereinfacht und eine neue Inventur des deutschen Volkes und seiner Volkswirtschaft durch ein Reichsgesetz vom 12. April 1933 ermöglicht habe. Ab 1933 nahm er in Berlin auch neben seinen beruflichen Pflichten eine Tätigkeit als Dozent auf, so an der Deutschen Hochschule für Politik und an der Staatsakademie des öffentlichen Gesundheitsdienstes. Im gleichen Jahr wurde er auch Mitglied im Sachverständigenbeirat für Bevölkerungs- und Rassenpolitik im Reichsinnenministerium. Einen Lehrauftrag der Wirtschaftshochschule nahm er 1934 an. Am 9. Juli 1937 beantragte Burgdörfer die Aufnahme in die NSDAP und wurde rückwirkend zum 1. Mai desselben Jahres aufgenommen (Mitgliedsnummer 4.582.880). Im gleichen Jahr wurde er zum Honorarprofessor an die Universität Berlin berufen.

### „Judenfrage“ und „Wehrfreiheit“
Ebenfalls 1937 wurde Burgdörfer Mitglied im Beirat der antisemitischen „Forschungsabteilung Judenfrage“ des Reichsinstituts für Geschichte des neuen Deutschlands. Hier beschäftigte er sich beispielsweise mit der „Judentaufe“ und der „Assimilation der Juden“. Zu diesem Thema verfasste er 1938 seine Schrift Die Juden in Deutschland und in der Welt. Er betätigte sich weiterhin bei der Akademie für Deutsches Recht im Ausschuss für Rechtsfragen der Bevölkerungspolitik, als Referent im Rassenpolitischen Amt der NSDAP und bei der Deutschen Gesellschaft für Rassenhygiene.
Im Jahre 1936 verfasste er eine Studie zu der Frage der wiedererlangten Wehrfreiheit. Hier stellte er Berechnungen an, in welcher Zahl zukünftig Rekruten zur Verfügung stehen würden. Dabei stellte er Vergleiche zu anderen Ländern an und gab das Urteil ab, dass im Jahre 1940 die Lage im Deutschen Reich günstig gegenüber den Vergleichsländern sei. Danach würden sich die Verhältnisse ungünstig für das Reich entwickeln. Aus den Jahrgängen nach 1918 stünden dann im Reich pro Jahr 300.000 kriegstaugliche junge Männer zur Einberufung bereit.

### Professur in München und das Thema der NS-Rassenpolitik
1939 wechselte er zum Bayerischen Statistischen Landesamt und wurde dessen Präsident. In München wurde er an die Universität als Honorarprofessor für Statistik und Bevölkerungspolitik berufen. 1940 verfasste er ein Gutachten für das Auswärtige Amt, das sich mit der Möglichkeit der Umsiedlung der Juden nach Madagaskar beschäftigte. Weiterhin übernahm er Aufgaben als Mitherausgeber der Zeitschrift für Rassenkunde und des Archivs für Rassen- und Gesellschaftsbiologie. Mit dem Ministerialrat Herbert Linden aus dem Reichsinnenministerium wollte er im Jahre 1942 ein Reichsinstitut für Bevölkerungswissenschaft und Bevölkerungspolitik aufbauen, was aber über eine Konzeption nicht hinausging. Die Soziologen Elisabeth Pfeil und Hermann Mitgau zählten bei diesem Versuch zu seinen Mitarbeitern.
In München blieb Burgdörfer bis Oktober 1945 im Amt, bevor er von der amerikanischen Militärregierung entlassen wurde. Vier Jahre später übernahm er wieder einen Lehrauftrag an der Universität München und wurde Mitglied in der Deutschen Gesellschaft für Bevölkerungswissenschaft. Die Deutsche Statistische Gesellschaft nahm ihn 1960 als Ehrenmitglied auf.

## Burgdörfers Bevölkerungsthesen und Prognosen
Burgdörfer hat einige Schriften zur deutschen Bevölkerungsentwicklung verfasst, wobei seine Schrift Volk ohne Jugend einiges Aufsehen erregte. In diesem Buch führte er auch die Konzepte Pyramide, Glocke und Urne einer Altersstruktur ein. Er prognostizierte als Folge der Rationalisierung des Geschlechtslebens, dass infolge des Zweikindersystems automatisch eine bis zur Selbstvernichtung gehende Ausmerzung des qualitativ hochwertigen, kulturtragenden Volksteils eintrete, während andererseits die unteren Volksschichten sich noch 'proletarisch' vermehrten. Weiterhin sah er bezüglich der Länder östlich des Deutschen Reiches sich einen Bevölkerungsüberdruck in Polen aufbauen, so dass es zu einem biopolitischen Grenzkampf komme. Nur durch eine konsequente Ansiedlung von Bauern gelänge es, einen Damm gegen die slawische Flut zu errichten. Als ein weiteres Problemfeld sah Burgdörfer die niedrige Geburtenrate in den Großstädten, insbesondere Berlin. Um ihre Bevölkerung zu erhalten, ziehen sie wie riesige Saugpumpen die gebärfähige Bevölkerung aus dem ländlichen Raum an sich. Sie vernichten so langfristig die Substanz der Landbevölkerung, die eine niedrige, aber trotzdem noch zum Bevölkerungserhalt ohne Abwanderungen ausreichende Geburtenzahl hatte, und sorgen so für ein beschleunigtes Schrumpfen der deutschen Bevölkerung.
Seine bevölkerungspolitischen Aussagen fasste er 1935 in der Schrift Deutsches Volk in Not zusammen. Hier kam er auf die Folgen des Geburtenrückgangs zu sprechen und gab Thesen von sich, die in der Bevölkerung zur Verunsicherung führten. Bis 1975 prognostizierte er eine Verdoppelung der Zahl der Rentner bei gleichzeitigem Rückgang der Erwerbstätigen. Das würde 1975 dazu führen, dass zwei Erwerbstätige einem Rentner die Rentenzahlung finanzieren müssten. Das deutsche Volk sei dann nicht nur ein Volk ohne Jugend, sondern auch ein Volk ohne Raum.
Für die Friedrich-List-Gesellschaft verfasste er 1935 ein Gutachten, das unter dem Titel Zurück zum Agrarstaat? eine dramatische Perspektive des Bevölkerungsrückgangs aufzeichnete. Aus den Bilanzen der Bevölkerungsentwicklung und der Wanderbewegungen spitzte er sein Urteil auf zwei Thesen zu. Einerseits ergebe sich eine mögliche Verödung der Landstriche, weil nicht mehr genug Bauern das Land bestellen könnten. Andererseits würde die Stadtbevölkerung so stark schrumpfen, dass es zu einem Verfall der Städte kommen könnte. Für das deutsche Volk sei dies eine entscheidende Schicksalsfrage.

## Bevölkerungswissenschaftler in der Zeit von Burgdörfer
Neben Paul Mombert (1876–1938) und Hans Harmsen, Ernst Engel (1821–1896), Wilhelm Lexis (1837–1914), Lujo Brentano (1846–1931), Julius Wolf (1862–1937), Werner Sombart (1863–1941), Alfred Grotjahn (1869–1931), Robert René Kuczynski (1876–1947) sowie Gerhard Mackenroth (1903–1955) zählte Burgdörfer zu den frühen deutschen Bevölkerungswissenschaftlern.

## Schriften (Auswahl)

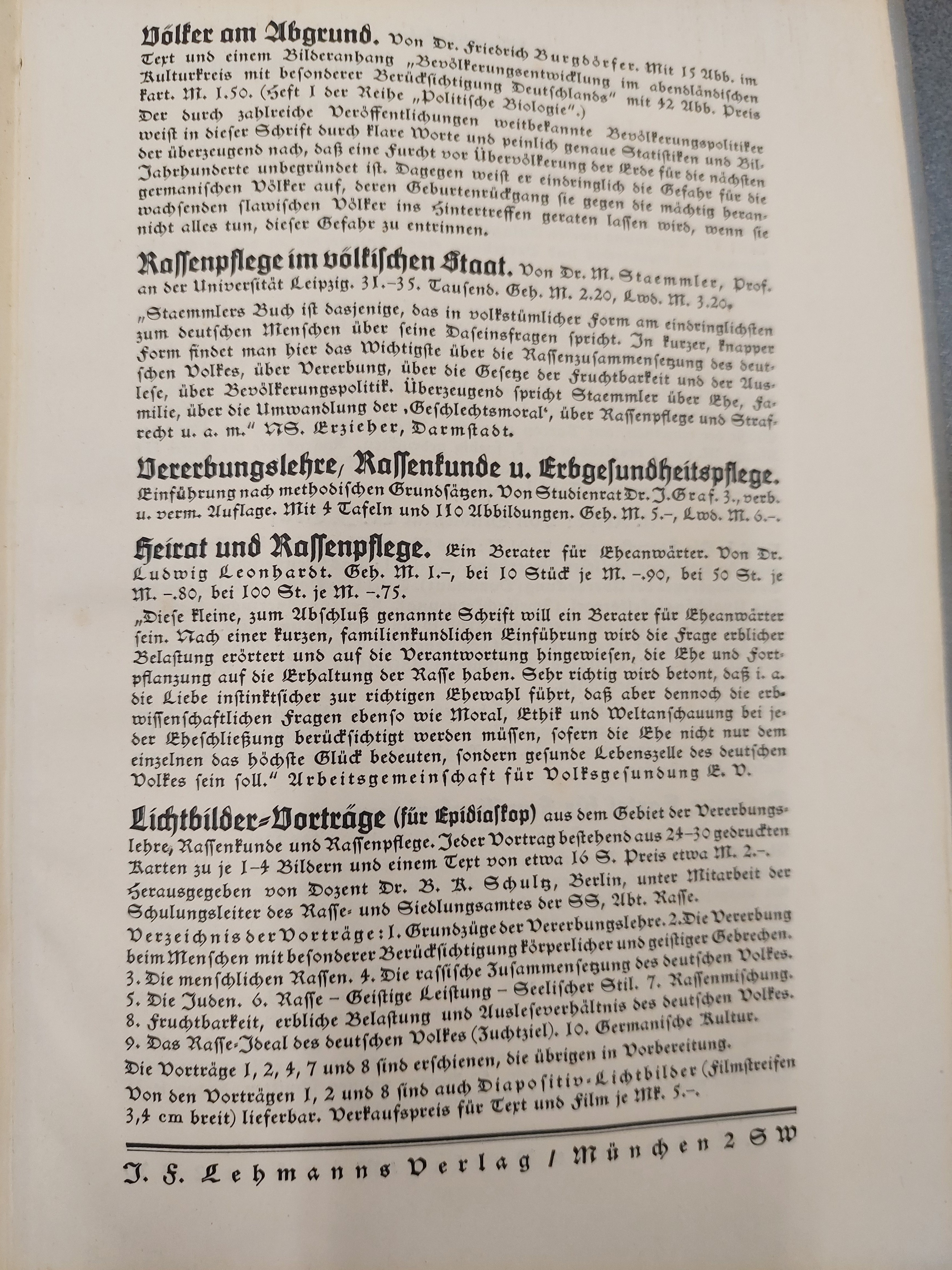
Völker am Abgrund (1936)

- Das Bevölkerungsproblem. Seine Erfassung durch Familien-Statistik und Familien-Politik, 1917
- Die Kriegsvolkszählungen 1916 und 1917 in Bayern, 1919
- Die Bewegung der Bevölkerung im Deutschen Reich 1929 und 1921 mit J. Rahts, in: Statistik des Deutschen Reiches, Band 307, 1924
- Die Gebrechlichen im Deutschen Reich nach der Zählung von 1925/26, in: Statistik des Deutschen Reiches, Band 419
- Der Geburtenrückgang und seine Bekämpfung. Die Lebensfrage des deutschen Volkes, Berlin 1929
- Vom Leben und Sterben unseres Volkes, Berlin 1929
- Bevölkerungsfrage und Steuerreform, Berlin 1930
- Volk ohne Jugend. Geburtenschwund und Überalterung des deutschen Volkskörpers. Ein Problem der Volkswirtschaft, der Sozialpolitik, der nationalen Zukunft, 1932
- Zurück zum Agrar-Staat? Stadt und Land in volksbiologischer Betrachtung. Dynamische Grundlinien künftiger deutscher Agrar-, Siedlungs-, Wohnungs- und Wirtschaftspolitik, Berlin 1933
- Kinderreichtum-Volksreichtum in der Schriftenreihe des Volksausschusses für Volksgesundheitsdienst, Heft 6, Berlin 1933
- Die Volks-, Berufs- und Betriebszählung 1933, Allgemeines Statistisches  Archiv 23 (1933/34)
- Sterben die weißen Völker? Die Zukunft der weißen und farbigen Völker im Lichte der biologischen Statistik, München 1934
- Erbkunde, Rassenpflege, Bevölkerungspolitik. Schicksalsfragen des deutschen Volkes mit Alfred Kühn und Martin Staemmler. Herausgegeben von Heinz Woltereck, Leipzig 1935
- Bevölkerungsentwicklung im Dritten Reich. Tatsachen und Kritik, Heidelberg 1935
- Deutsches Volk in Not, Bielefeld und Leipzig 1935
- Völker am Abgrund, angefügt ein Bilderanhang „Bevölkerungsentwicklung im abendländischen Kulturkreis mit besonderer Berücksichtigung Deutschlands“. (=Politische Biologie. Schriften für naturgesetzliche Politik und Wissenschaft Heft 1), München 1936
- Volks- und Wehrkraft, Krieg und Rasse, Berlin 1936
- Volksdeutsche Zukunft – Eine biologisch-statistische Betrachtung der gesamtdeutschen Bevölkerungsfrage, Berlin 1938
- Die Juden in Deutschland und in der Welt, in der Reihe von Walter Frank, Forschungen zur Judenfrage, 1938
- Kinder des Vertrauens. Bevölkerungspolitische Erfolge und Aufgaben im Großdeutschen Reich, Berlin 1940
- Die Statistik in Deutschland nach ihrem heutigen Stand. Ehrengabe für Friedrich Zahn, 2 Bände, Berlin 1940
- Krieg und Bevölkerungsentwicklung, München 1940
- Geburtenschwund – die Kulturkrankheit Europas und ihre Überwindung in Deutschland, in: Beihefte der Zeitschrift für Geopolitik, Heidelberg 1942
- Die Juden in Deutschland und in der Welt. Ein statistischer Beitrag zur biologischen, beruflichen und sozialen Struktur des Judentums in Deutschland. In: Forschungen zur Judenfrage, Bd. 3, 2. Auflage, Hamburg: Hanseatische Verlagsanstalt 1943, S. 155–210
- Bevölkerungsdynamik und Bevölkerungsbilanz; Entwicklung der Erdbevölkerung in Vergangenheit und Zukunft, München 1951
- Welt-Bevölkerungs-Atlas. Verteilung der Bevölkerung der Erde um das Jahr 1950, Hamburg 1954

## Referenzen
- Udo Perina, Falsche Propheten – Seit über hundert Jahren sagen Bevölkerungswissenschaftler eine Vergreisung der Gesellschaft voraus, in: Die Zeit, 16. Mai 2007
- Götz Aly. Karl Heinz Roth, Die restlose Erfassung – Volkszählen, Identifizieren, Aussondern im Nationalsozialismus, Frankfurt/Main 2000
- Ernst Klee, Das Personenlexikon zum Dritten Reich, Frankfurt/Main 2003
- Herrmann A. L. Degener, Wer Ist’s?, Berlin 1935
- DBE, Band 2, München 1995
- Wilhelm Kosch, Biographische Staatshandbuch, Erster Band, München 1963